# Erik Gliha
Erik Gliha (sinh 13 tháng 2 năm 1997) là một cầu thủ bóng đá Slovenia thi đấu cho Ankaran Hrvatini.

## Sự nghiệp câu lạc bộ
Anh ra mắt tại Slovenian PrvaLiga cho Krka ngày 7 tháng 8 năm 2015 trong trận đấu với Zavrč.

## Cuộc sống cá nhân
Anh là con trai của cựu cầu thủ đội tuyển quốc gia Slovenia và hiện tại là huấn luyện viên Primož Gliha.